# 埃瓦里斯特·莱维-普罗旺萨尔
埃瓦里斯特·莱维-普罗旺萨尔（法语：Évariste Lévi-Provençal，1894年1月4日 – 1956年3月27日）是位法国学者，研究范围包括中世纪学、东方学、阿拉伯学、伊斯兰史学史等。
他于1984年1月4日出生在法属阿尔及利亚的君士坦丁的一个北非犹太人家庭，本名麦赫鲁菲·埃瓦里斯特·莱维（阿拉伯语：‎，法语：Makhlóuf Evariste Levi），他的次名（埃瓦里斯特）显示他的家庭已开始法国化。19岁发表第一篇论文时，他署名埃瓦里斯特·莱维-普罗旺萨尔（法语：Évariste Lévi-Provençal）。他在君士坦丁完成中学教育（Lycée），一战时加入法国军队，1917年在达达尼尔海峡负伤。战后他加入了摩纳哥高等学院，1926年后开始在阿尔及尔大学任教，1945年后在索邦大学（当时的巴黎大学）任教。
莱维-普罗旺萨尔是法国伊斯兰学的开创者，也是阿尔及尔伊斯兰研究所（法语：Institut d'études islamiques）的第一任所长。他主要研究安达卢斯（穆斯林统治下的西班牙）历史及穆斯林在西班牙的活动，与西班牙阿拉伯学学者埃米利奥·加西亚·戈麦斯合作，翻译并编辑阿拉伯语西班牙中世纪史料。他写作的关于穆斯林学术的著作成就较高且具批评性。他思想上反对殖民主义，他的作品有忽略、低估犹太人史料的倾向，自己也模糊自己的犹太人身份，这些主要是为了避免受法国反犹主义的攻击。

## 主要著作
- Évariste Lévi-Provençal. . Larose. 1922  [17 February 2012]. （原始内容存档于2021-08-26）.
- Histoire de l'Espagne musulmane, (1944-1953)
- Séville musulmane au début du XIIe siècle
- L'Espagne musulmane au Xe siècle. Institutions et vie sociale (Paris, Maisonneuve & Larose, 1932)